# Marc Warren (Golfspieler)
Marc Warren (* 1. April 1981 in Rutherglen, Schottland) ist ein schottischer Profigolfer der European Tour.

## Werdegang
Er begann im Alter von 13 Jahren mit dem Golfspiel, war 2001 im Walker Cup derjenige, der den Sieg bringenden Putt versenkte, und wurde 2002 Berufsgolfer.
Warren spielte die ersten Jahre auf der Challenge Tour, der europäischen Turnierserie der zweiten Leistungsebene. In der Saison 2005 gewann er zwei Turniere und die Geldrangliste, wodurch er sich souverän für die große European Tour qualifizierte. Im August 2006 holte er sich seinen ersten Titel, die Scandinavian Masters, im Stechen gegen den Schweden Robert Karlsson. Am Ende der Saison 2006 wurde Warren mit dem Sir Henry Cotton Rookie of the Year Award (bester Neuling des Jahres) ausgezeichnet. 2007 gewann er mit Colin Montgomerie für Schottland den World Cup.
Sein Betreuer ist Bob Torrance, die schottische Trainerlegende und Vater des ehemaligen Ryder Cup Kapitäns und 21-fachen Turniersiegers auf der European Tour Sam Torrance.

## European Tour Siege
- 2006 EnterCard Scandinavian Masters
- 2007 Johnnie Walker Championship at Gleneagles
- 2014 Made in Denmark

## Andere Turniersiege
- 1998 St. Omer Open (MasterCard Tour, als Amateur)
- 2005 Ireland Ryder Cup Challenge, Rolex Trophy 2005 (beide Challenge Tour)

## Teilnahmen an Teambewerben
Amateur
- Walker Cup (für GB & Irland): 2001 (Sieger)

Professional
- World Cup (für Schottland): 2006, 2007 (Sieger)
- Seve Trophy (für Großbritannien & Irland): 2007 (Sieger), 2013
- Royal Trophy (für Europa): 2013 (Sieger)

## Resultate bei Major Championships
| Tournament        | 2012 | 2013 | 2014 | 2015 | 2016 |
| ----------------- | ---- | ---- | ---- | ---- | ---- |
| Masters           | DNP  | DNP  | DNP  | DNP  | DNP  |
| US Open           | T65  | DNP  | DNP  | T27  | DNP  |
| Open Championship | DNP  | DNP  | T39  | T40  | CUT  |
| PGA Championship  | DNP  | T12  | T15  | T48  |      |

DNP = nicht teilgenommen

CUT = Cut nicht geschafft

„T“ geteilte Platzierung

Grüner Hintergrund für Siege

Gelber Hintergrund für Top 10

## Weblink
- Spielerprofil bei der European Tour

| Personendaten    | Personendaten          |
| ---------------- | ---------------------- |
| NAME             | Warren, Marc           |
| KURZBESCHREIBUNG | schottischer Golfer    |
| GEBURTSDATUM     | 1. April 1981          |
| GEBURTSORT       | Rutherglen, Schottland |